# Колоне (Алесандрија)
Колоне (итал. Colonne) је насеље у Италији у округу Алесандрија, региону Пијемонт.
Према процени из 2011. у насељу је живело 28 становника. Насеље се налази на надморској висини од 394 м.